# توموكازو كوانا
توموكازو كوانا (باليابانية: 桑野 智一) (29 سبتمبر 1977 في أويتا في اليابان – )؛ هو لاعب كرة قدم سابق كان يلعب كمدافع.